# Ricerca etnografica
La ricerca etnografica è un metodo scientifico che le scienze sociali quali antropologia e sociologia utilizzano per approcciare e descrivere il loro oggetto di studio. Pratica fondante della moderna antropologia, è applicata anche dagli studi sociologici, in particolare di tipo qualitativo o microsociologia.

## La ricerca etnografica nell'antropologia
Tradizionalmente, fondamentale per la ricerca etnografica veniva considerato l'incontro con l'"altro", in un'esperienza di "campo" nella quale l'etnografo doveva oltrepassare un confine più o meno immaginario ed entrare in contatto con la realtà socio-culturale che intendeva descrivere. Nell'Ottocento la ricerca su culture e società allora considerate "primitive" avveniva tramite contatti con missionari o brevi spedizioni con cui si ottenevano dati attraverso questionari e catalogazioni di dati. A  Franz Boas per gli Stati Uniti e a Bronisław Malinowski per il contesto europeo si deve la prima discussione sul metodo della ricerca etnografica in termini moderni; attualmente, lo statuto stesso della ricerca etnografica è cambiato, facendo emergere una nuova figura: quella dell'etnografo "nativo". 
Sostanzialmente, la fase di rinnovamento nella metodologia di ricerca è iniziata a seguito dell'esperienza di Malinowski presso le isole Trobriand: da quel momento, egli ha sostenuto con forza la necessità della permanenza sul campo per tempi prolungati (mesi o anni), necessaria soprattutto per l'apprendimento della lingua dei nativi e pertanto di molti aspetti meno visibili di primo acchito che rappresentano gli elementi fondamentali, ovvero le funzioni di un dato sistema culturale. Il metodo dell'osservazione partecipante consente di stabilire un'"empatia"  che permette di rendere il punto di vista dei nativi. 
Le teorie antropologiche successive hanno criticato da più punti di vista il metodo malinowskiano, ma senza  mettere in discussione profondamente la pratica della ricerca etnografica basata sul concetto di campo e sulla permanenza prolungata. Fino agli ultimi decenni del Novecento, la pratica di campo è rimasta sostanzialmente alla base della ricerca antropologica; solo recentemente è stata messa in discussione e rivisitata, dal momento che l'antropologia ha iniziato a rimettere in discussione il proprio oggetto di studi, non identificandolo più con le sole società "tradizionali" ma ampliando i propri orizzonti e incrociando i risultati delle proprie ricerche con quelli di altre discipline nonché con il confronto diretto con gli intellettuali che appartengono alle cosiddette "culture tradizionali". Di conseguenza l'etnografia è diventata una pratica di ricerca applicabile non necessariamente all'"altro", mettendo così in discussione il concetto stesso di campo di indagine antropologica.

## La ricerca etnografica nella sociologia
In sociologia dagli anni settanta si sono diffusi approcci teorici e metodologici che prediligono uno studio delle società che parte dal particolare, dai singoli individui e dalle relazioni tra essi, invece che dalle società nel loro complesso. Di conseguenza lo strumento dell'etnografia è stato acquisito come metodo principale di ricerca. Ad esempio Erving Goffman, Harold Garfinkel, Pierre Bourdieu, tra i più importanti sociologi del Novecento, hanno fatto largo uso di approcci di questo tipo, affiancando o sostituendo la classica ricerca di tipo quantitativo, basata su inchieste e statistiche, a ricerche dette "qualitative".

## Strumenti metodologici della ricerca etnografica
- Osservazione partecipante
- Interviste in profondità
- Analisi di diari o testi di vario tipo
- Storie di vita
- Registrazioni audio/foto/video
- Etnometodologia

La ricerca viene generalmente preceduta da uno spoglio delle pubblicazioni scientifiche e delle documentazioni che possono dare informazioni sull'oggetto di studio. Durante la ricerca vengono acquisiti dati sotto forma di registrazioni, appunti su diari di campo, raccolta di oggetti materiali e ogni altro documento venga ritenuto utile. A margine o in seguito si passa alla elaborazione teorica e ad un conseguente ritorno al corpus di pubblicazioni scientifiche.